# Il dio Pan
Il dio Pan (Playful Pan) è un film del 1930 diretto da Burt Gillett. È un cortometraggio animato della serie Sinfonie allegre, prodotto dalla Walt Disney Productions e uscito negli Stati Uniti il 27 dicembre 1930, distribuito dalla Columbia Pictures.

## Trama
Un fauno danzante suona dolci  melodie con un flauto per rallegrare gli animali e le piante del bosco in cui vive. La sua musica raggiunge persino il cielo,e le nuvole si lasciano coinvolgere dalle note.Queste però mentre danzano si scontrano, causando così un fulmine che,colpendo un albero,provoca un terribile incendio che si propaga per tutto il bosco mettendo in pericolo tutte le creature. Fin quando,un procione,appurata che la situazione è più che mai disastrosa,non vede altra soluzione oltre che quella di chiedere l'aiuto del fauno. Questi ,con l'ausilio del suo flauto,raggiunge le fiamme e suona per loro una melodia ipnotica,convincendole a seguirlo in un laghetto e facendole gettare in esso,salvando così il bosco e tutti gli animali.